# گوگل هنگ‌آوتس
گوگل هنگ‌اَوتس (به انگلیسی: Google Hangouts) یک پیام رسان است که گوگل آن را در تاریخ ۱۵ مه ۲۰۱۳ در کنفرانس Google I/O معرفی کرد. این نرم‌افزار برای جایگزینی گوگل تاک ,گوگل پلاس و سرویس چت ویدئویی Google+ Hangout معرفی شد. شما می‌توانید از طریق این نرم‌افزار، کلاس‌ها، جلسه مهم و حتی گفت و گو با دوستانتان را به آسانی انجام دهید.

## امکانات
- چت ویدئویی همزمان حداکثر با ۳۲ نفر
- امکان ارسال پیام متنی، صوتی و تصویری
- امکان راه‌اندازی اتاق گفتگو
- امکان ارسال پیام به‌طور همزمان به چندین نفر
- امکان ذخیره پیام‌های ارسالی در History
- پشتیبانی از ارسال لینک
- دعوت دوستان به Hangouts از طریق اس‌ام‌اس
- امکان مشاهده دوستانی که از Google Hangouts استفاده می‌کنند
- امکان تماس تلفنی رایگان در آمریکا و کانادا
- امکان استفاده از Google Voice در برقراری و دریافت تماس
- امکان دریافت و ارسال تصاویر GIF امکان ارسال پیام متنی، صوتی و تصویری
- امکان استفاده از شکلک یا ایموجی

## ادغام با Chats
در تاریخ ۱ نوامبر ۲۰۲۲ گوگل هنگ اوتس از سوی گوگل به فعالیت خود پایان داد و Chats در جیمیل جایگزین آن شد.